# Isho'dad de Merv
Isho'dad de Merv nasceu na Ásia Central, e tornou-se o bispo de Hadita no moderno Iraque em 850 e é lembrado,como um dos grandes líderes sírios e comentadores bíblicos do Oriente. 
Como representante do exegética tradição da Igreja do Oriente, Isho'dad foi o herdeiro dos anteriores teólogos siríacos, especialmente Efrém da Síria e Teodoro de Mopsuéstia. Seus comentários sobre os Evangelhos, visto por uma geração anterior de estudiosos como de grande valor crítico.